# 夢喰見聞
『夢喰見聞』（ゆめくいけんぶん）は、真柴真による漫画作品。『月刊ステンシル』（エニックス）に連載されていたが、廃刊への流れで『月刊Gファンタジー』（スクウェア・エニックス）に移籍した。単行本は全9巻。また外伝と短編小説を収録した『夢喰見聞零　妄鏡堂』（ゆめくいけんぶん　もうきょうどう）全1巻が刊行されている。

## 概要
時代は大正末期。帝都の一角にある喫茶「銀星館」にいる「貘」の蛭孤に救いを求めて悪夢に悩まされる者が訪れる。
話としては悪夢を元に相談者の事件や心理があきらかになっていくものであり暗めの結末が多いが、稀にハッピーエンドととれる結末も存在する。多くの話は一話完結であり、単行本はオムニバス形式とも言える。

## 登場人物

### 銀星館
蛭孤（ヒルコ）
主人公。悪夢を糧とする貘。二年前より銀星館に住みつき、悪夢と引き換えに相談客を悪夢から解放する。太陽が苦手で、昼間は自室に篭っている。
貘になる以前の名前は黒須千寿（くろすちとせ）。黒須家の蔵に幽閉され、玩具として虐げられる悲惨な日々を送ってきた。それゆえに過去を思い起こすことを恐れ黒須千寿の名で呼ばれることを嫌う。
朝比奈 霧霞（あさひな みづき）
銀星館の店主。いつも悪夢の相談にやってきた客に珈琲を差し出す。二代目の蛭孤である梓の妹であり、行方を消した兄の帰りを待ち続けている。現在の蛭孤に兄の面影を追っているところがある。
三角 一二三（みすみ ひふみ）
成金の息子。貘の噂を聞きつけ銀星館にひやかしに来るが、霧霞にひと目惚れしそのまま下宿人となる。明るくお調子者だが、困っている人を放っておけない。那亜夢という名の黒猫を飼っており、いつも一緒にいる。美的センスが悪い。

### 妄鏡堂
戒吏（カイリ）
妄鏡堂の主人。現実を好まず暇さえあれば妄想の世界に浸る、妄想をこよなく愛する変わり者。
シマ
妄鏡堂で戒吏の世話をする子供。妄想ばかりしている戒吏に困りつつも慕っている。
尚、作者が本作品以前に描いた作品「妄鏡堂」に登場する志摩とは別人。

### その他
朝比奈 梓（あさひな あずさ）
二代目の蛭孤であり、霧霞の実兄。成金男の愛人の子供として生まれた境遇を呪い、その想いが母親を苦しめ死に追いやったのだと自分を責めている。いつも虚ろな表情をしており、自分の滅する場所を求めていた。
月白（ツキシロ）
蛭孤とは別のもう一人の貘。常に微笑みを浮かべているが残酷。美味い悪夢を求め、他人の悪夢に刺激を与えては更なる悪夢を見せていた。同じ貘である蛭孤に執着する。何代目の月白であるかは不明。

## 用語
貘
悪夢を糧とし生きる不生不滅の存在。悪夢以外は受けつけないため人間の飲食物を口にすると吐血してしまう。
作中では蛭孤と月白が登場する。
銀星館
悪夢の相談場所と化している喫茶店。そのため悪夢の相談以外の普通の客が入らない。
二階はアパートになっており、四つある部屋のうち霧霞の兄・梓が使っていた一部屋は南京錠が掛けられ閉ざされている。
妄鏡堂
妄想に憑かれた者のみがたどり着く館。妄想を具現化できる部屋が幾つも存在し、戒吏自身がその部屋の鍵となっている。
噂を語ろう会
一二三が参加している帝都の噂を語り合う会。

## 単行本
| 単行本            | 話数           | 収録話                | 書籍情報                               |
| ----------------- | -------------- | --------------------- | -------------------------------------- |
| 第1巻             | 第壱夜         | 下リ階段              | 2002年7月27日発売。 ISBN 4757507461    |
| 第1巻             | 第弐夜         | 随筆                  | 2002年7月27日発売。 ISBN 4757507461    |
| 第1巻             | 第参夜         | 忘レモノ              | 2002年7月27日発売。 ISBN 4757507461    |
| 第1巻             | 第四夜         | 死線                  | 2002年7月27日発売。 ISBN 4757507461    |
| 第1巻             | 第伍夜         | 文字                  | 2002年7月27日発売。 ISBN 4757507461    |
| 第1巻             | 第六夜         | 銀幕                  | 2002年7月27日発売。 ISBN 4757507461    |
| 第1巻             | 第七夜         | 合鏡（前編）          | 2002年7月27日発売。 ISBN 4757507461    |
| 第2巻             | 第八夜         | 合鏡（後編）          | 2003年1月27日発売。 ISBN 4757508603    |
| 第2巻             | 第九夜         | 音                    | 2003年1月27日発売。 ISBN 4757508603    |
| 第2巻             | 第拾夜         | 油絵（前編）          | 2003年1月27日発売。 ISBN 4757508603    |
| 第2巻             | 第拾壱夜       | 油絵（後編）          | 2003年1月27日発売。 ISBN 4757508603    |
| 第2巻             | 第拾弐夜       | 貘                    | 2003年1月27日発売。 ISBN 4757508603    |
| 第2巻             | 第拾参夜       | カゴメ                | 2003年1月27日発売。 ISBN 4757508603    |
| 第2巻             | 第拾参・伍夜   | 招キ猫                | 2003年1月27日発売。 ISBN 4757508603    |
| 第3巻             | 第拾四夜       | 続キ                  | 2003年8月27日発売。 ISBN 4757510187    |
| 第3巻             | 第拾伍夜       | 声                    | 2003年8月27日発売。 ISBN 4757510187    |
| 第3巻             | 第拾六夜       | 壁（前編）            | 2003年8月27日発売。 ISBN 4757510187    |
| 第3巻             | 第拾七夜       | 壁（後編）            | 2003年8月27日発売。 ISBN 4757510187    |
| 第3巻             | 第拾八夜       | 文章                  | 2003年8月27日発売。 ISBN 4757510187    |
| 第3巻             | 第拾九夜       | 面                    | 2003年8月27日発売。 ISBN 4757510187    |
| 第3巻             | 第拾九・伍夜   | 銀星館                | 2003年8月27日発売。 ISBN 4757510187    |
| 第4巻             | 第弐拾夜       | 虫                    | 2004年4月27日発売。 ISBN 4757511957    |
| 第4巻             | 第弐拾壱夜     | 鍵（前編）            | 2004年4月27日発売。 ISBN 4757511957    |
| 第4巻             | 第弐拾弐夜     | 鍵（後編）            | 2004年4月27日発売。 ISBN 4757511957    |
| 第4巻             | 第弐拾参夜     | 理由                  | 2004年4月27日発売。 ISBN 4757511957    |
| 第4巻             | 第弐拾四夜     | 手紙                  | 2004年4月27日発売。 ISBN 4757511957    |
| 第4巻             | 第弐拾伍夜     | 撥条                  | 2004年4月27日発売。 ISBN 4757511957    |
| 第4巻             | 第弐拾六夜     | 影                    | 2004年4月27日発売。 ISBN 4757511957    |
| 第4巻             | 第弐拾六・伍夜 | 夏                    | 2004年4月27日発売。 ISBN 4757511957    |
| 第5巻             | 第弐拾七夜     | 隙間                  | 2004年10月27日発売。 ISBN 4757513089   |
| 第5巻             | 第弐拾八夜     | 暗                    | 2004年10月27日発売。 ISBN 4757513089   |
| 第5巻             | 第弐拾九夜     | 鯉ノボリ              | 2004年10月27日発売。 ISBN 4757513089   |
| 第5巻             | 第参拾夜       | 羽化                  | 2004年10月27日発売。 ISBN 4757513089   |
| 第5巻             | 第参拾壱夜     | 類                    | 2004年10月27日発売。 ISBN 4757513089   |
| 第5巻             | 第参拾弐夜     | 拡張                  | 2004年10月27日発売。 ISBN 4757513089   |
| 第5巻             | 第参拾参夜     | オハナシ              | 2004年10月27日発売。 ISBN 4757513089   |
| 第6巻             | 第参拾四夜     | 廊下                  | 2005年6月27日発売。 ISBN 475751459X    |
| 第6巻             | 第参拾伍夜     | 視線                  | 2005年6月27日発売。 ISBN 475751459X    |
| 第6巻             | 第参拾六夜     | 鞄                    | 2005年6月27日発売。 ISBN 475751459X    |
| 第6巻             | 第参拾七夜     | 人形                  | 2005年6月27日発売。 ISBN 475751459X    |
| 第6巻             | 第参拾八夜     | 欲                    | 2005年6月27日発売。 ISBN 475751459X    |
| 第6巻             | 第参拾九夜     | 方法                  | 2005年6月27日発売。 ISBN 475751459X    |
| 第6巻             | 第四拾夜       | 追壊                  | 2005年6月27日発売。 ISBN 475751459X    |
| 第6巻             | 第四拾壱夜     | 杖                    | 2005年6月27日発売。 ISBN 475751459X    |
| 第7巻             | 第四拾弐夜     | 漫画                  | 2006年1月27日発売。 ISBN 4757516150    |
| 第7巻             | 第四拾参夜     | 双六                  | 2006年1月27日発売。 ISBN 4757516150    |
| 第7巻             | 第四拾四夜     | 言葉                  | 2006年1月27日発売。 ISBN 4757516150    |
| 第7巻             | 第四拾伍夜     | 狭                    | 2006年1月27日発売。 ISBN 4757516150    |
| 第7巻             | 第四拾六夜     | 犬                    | 2006年1月27日発売。 ISBN 4757516150    |
| 第7巻             | 第四拾七夜     | 銭湯                  | 2006年1月27日発売。 ISBN 4757516150    |
| 第7巻             | 第四拾八夜     | 冩眞                  | 2006年1月27日発売。 ISBN 4757516150    |
| 第8巻             | 第四拾九夜     | 狂気                  | 2006年8月26日発売。 ISBN 4757517556    |
| 第8巻             | 第伍拾夜       | 館ノ主人              | 2006年8月26日発売。 ISBN 4757517556    |
| 第8巻             | 第伍拾壱夜     | 流                    | 2006年8月26日発売。 ISBN 4757517556    |
| 第8巻             | 第伍拾弐夜     | 旅館                  | 2006年8月26日発売。 ISBN 4757517556    |
| 第8巻             | 第伍拾参夜     | オッシャブレ          | 2006年8月26日発売。 ISBN 4757517556    |
| 第8巻             | 第伍拾四夜     | 鋏                    | 2006年8月26日発売。 ISBN 4757517556    |
| 第8巻             | 第伍拾伍夜     | 昇降機                | 2006年8月26日発売。 ISBN 4757517556    |
| 第8巻             | 第伍拾六夜     | 一二三四五六          | 2006年8月26日発売。 ISBN 4757517556    |
| 第9巻             | 第伍拾七夜     | 再会                  | 2007年4月27日発売。 ISBN 9784757520042 |
| 第9巻             | 第伍拾八夜     | 記憶                  | 2007年4月27日発売。 ISBN 9784757520042 |
| 第9巻             | 第伍拾九夜     | 換                    | 2007年4月27日発売。 ISBN 9784757520042 |
| 第9巻             | 第六拾夜       | 夢                    | 2007年4月27日発売。 ISBN 9784757520042 |
| 第9巻             | 第六拾壱夜     | 情                    | 2007年4月27日発売。 ISBN 9784757520042 |
| 第9巻             | 第六拾弐夜     | 扉                    | 2007年4月27日発売。 ISBN 9784757520042 |
| 第9巻             | 第六拾参夜     | 帰                    | 2007年4月27日発売。 ISBN 9784757520042 |
| 夢喰見聞零 妄鏡堂 | 第零夜         | 色                    | 2007年4月27日発売。 ISBN 9784757520059 |
| 夢喰見聞零 妄鏡堂 | 短編小説       | 夢喰見聞 『硝子ノ声』 | 2007年4月27日発売。 ISBN 9784757520059 |
| 夢喰見聞零 妄鏡堂 | 妄鏡堂1        |                       | 2007年4月27日発売。 ISBN 9784757520059 |
| 夢喰見聞零 妄鏡堂 | 妄鏡堂2        |                       | 2007年4月27日発売。 ISBN 9784757520059 |
| 夢喰見聞零 妄鏡堂 | 妄鏡堂3        |                       | 2007年4月27日発売。 ISBN 9784757520059 |
| 夢喰見聞零 妄鏡堂 | 妄鏡堂4        |                       | 2007年4月27日発売。 ISBN 9784757520059 |
| 夢喰見聞零 妄鏡堂 | 妄鏡堂5        |                       | 2007年4月27日発売。 ISBN 9784757520059 |